# Hans Albert (Konsul)

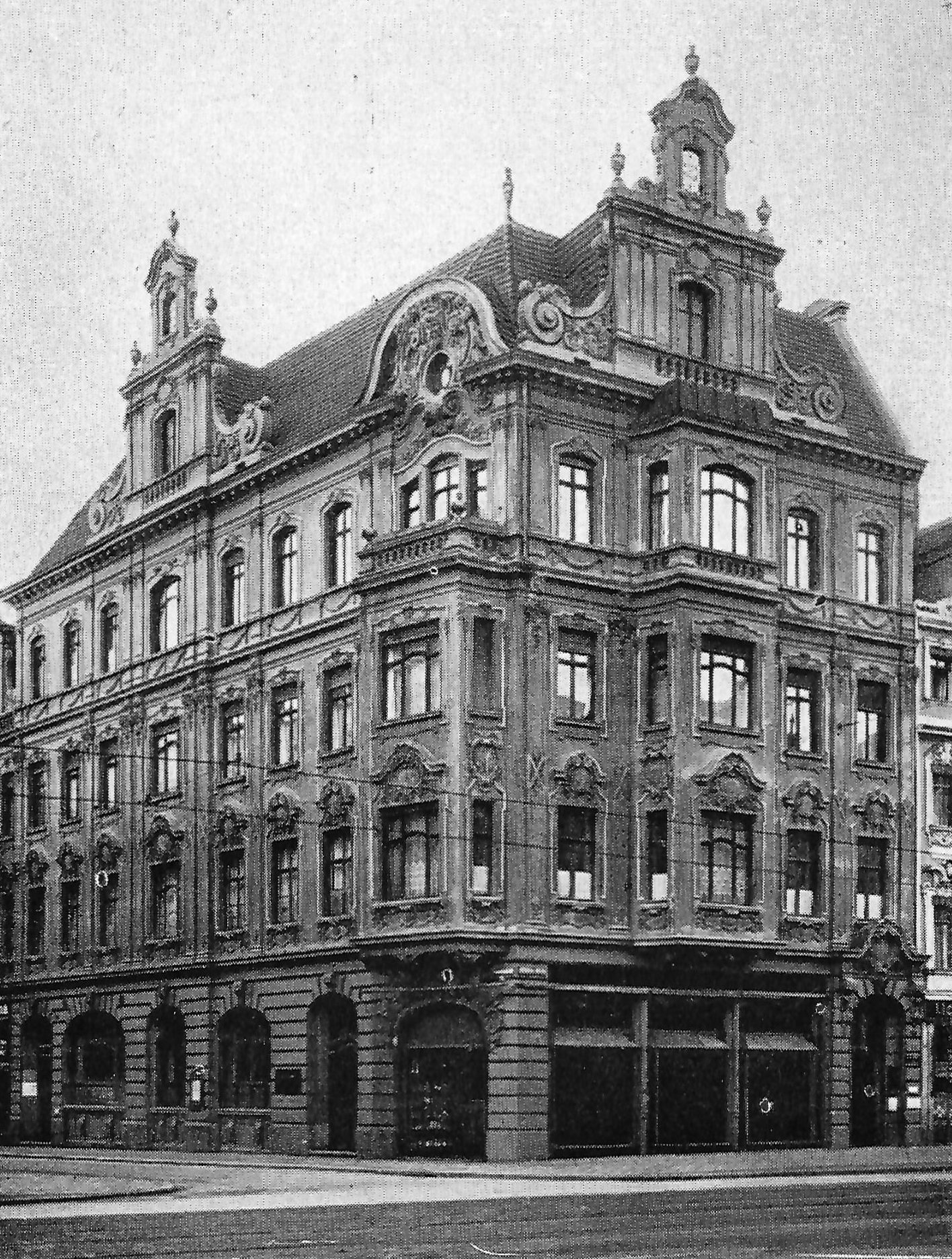
Sitz des Bankhauses Friedrich Albert (Inh.: Hans Albert) in Magdeburg in den 1920er Jahren

Johann August Heinrich Albert (* 23. Oktober 1872 in Magdeburg; † nach 1944) war ein deutscher Bankier und Konsul für das Königreich Norwegen.

## Leben
Hans Albert war der ältere Bruder des späteren Ministers Heinrich Albert und wurde Inhaber und Gesellschafter der väterlichen Firma Friedrich Albert, Bankgeschäft. Ferner war er Mitglied der Industrie- und Handelskammer in Magdeburg und Aufsichtsratsmitglied der E. Baensch jun. AG Stein-, Offset- und Kupfertiefdruckerei in Magdeburg sowie der Firma Schöninger Ton- und Hohlsteinwerke GmbH. Sein Wohn- und Geschäftssitz war das Bankhaus Breiter Weg 180 in Magdeburg; das Gebäude überstand den Luftangriff auf Magdeburg am 16. Januar 1945.
Im Jahre 1928 wurde er durch die Königlich Norwegische Gesandtschaft in Berlin zum Konsul für das Königreich Norwegen im Deutschen Reich berufen.